# Аски, Гил
Гил Аски (англ. Gil Askey; 9 марта 1925, Остин — 9 апреля 2014, Мельбурн) — американский джазовый трубач. Был одним из ведущих музыкантов лейбла Motown, работая в качестве продюсера с такими артистами как Билли Экстайн, Глэдис Найт, The Temptations, The Supremes, Марвин Гэй, Стиви Уандер и The Jackson 5. Также он работал с ушейдшей в сольное плавание Дайаной Росс в течение 10 лет и написал, в частности, музыку к её первому фильму «Леди поёт блюз», за что в 1972 году был номинирован на премию «Оскар».